# ザイン＝ヴィトゲンシュタイン＝ザイン家

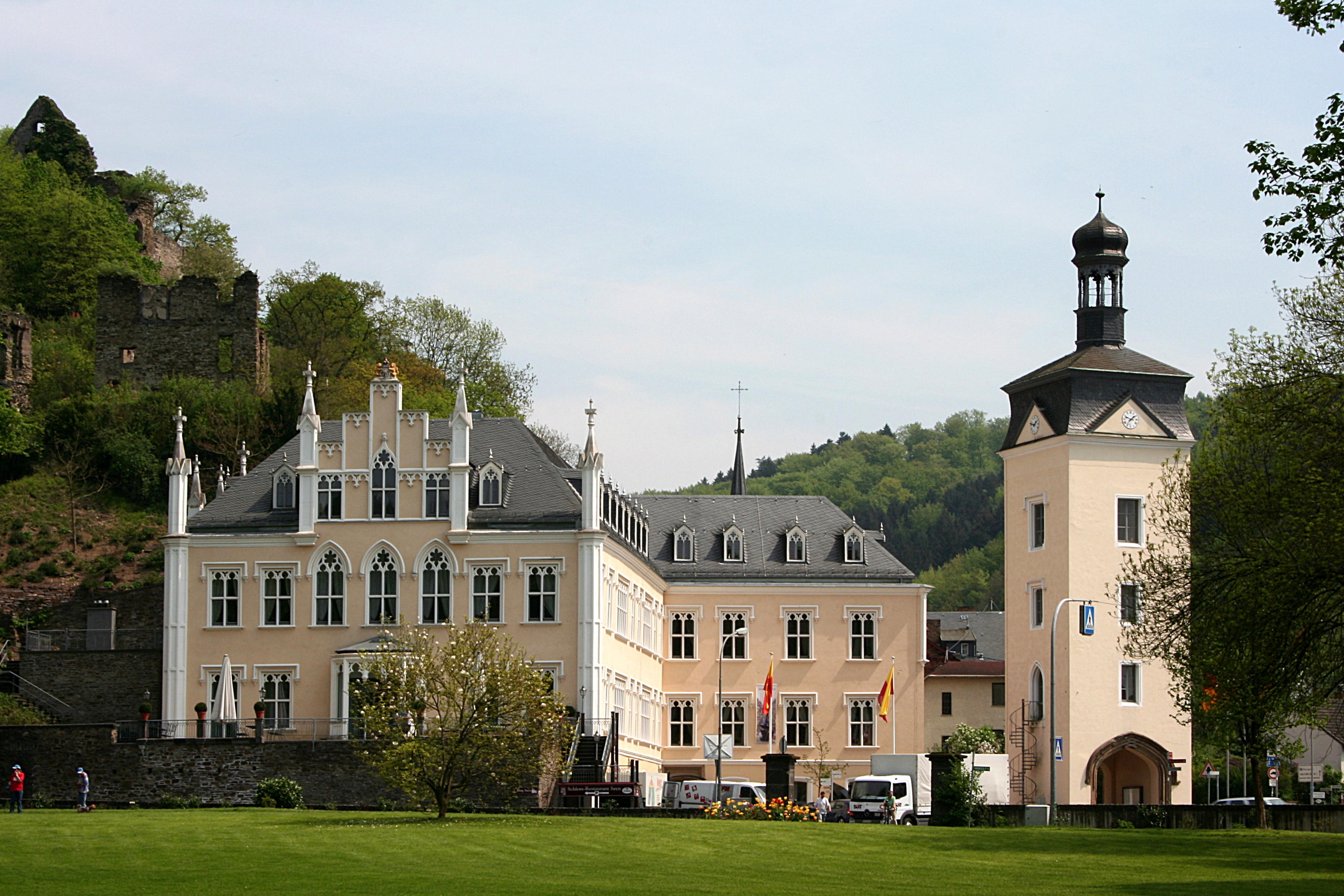
ベンドルフ郊外のザイン城

ザイン＝ヴィトゲンシュタイン＝ザイン家（Haus Sayn-Wittgenstein-Sayn）は、ドイツ・ラインラント地方の諸侯家門ザイン＝ヴィトゲンシュタイン家の分枝。この家名を冠した家系には、19世紀前半に絶えたものと、現在も存続しているものの2つの系統が存在する。

## 歴史
ザイン伯領を治めるザイン＝ザイン家が1606年に絶えた際、傍系のザイン＝ヴィトゲンシュタイン家の次男であるヴィルヘルム3世（1569年 - 1623年）が、1591年にザイン＝ザイン家の女子相続人アンナ・エリーザベト（1572年 - 1608年）と結婚していた縁により、ザイン伯爵領を受け継いだ。ヴィルヘルム3世の系統はザイン＝ヴィトゲンシュタイン＝ザイン家と呼ばれたが、夫妻の孫息子ルートヴィヒ（1628年 - 1636年）がわずか7歳で死去すると、ザイン伯爵領の相続問題が起きた。

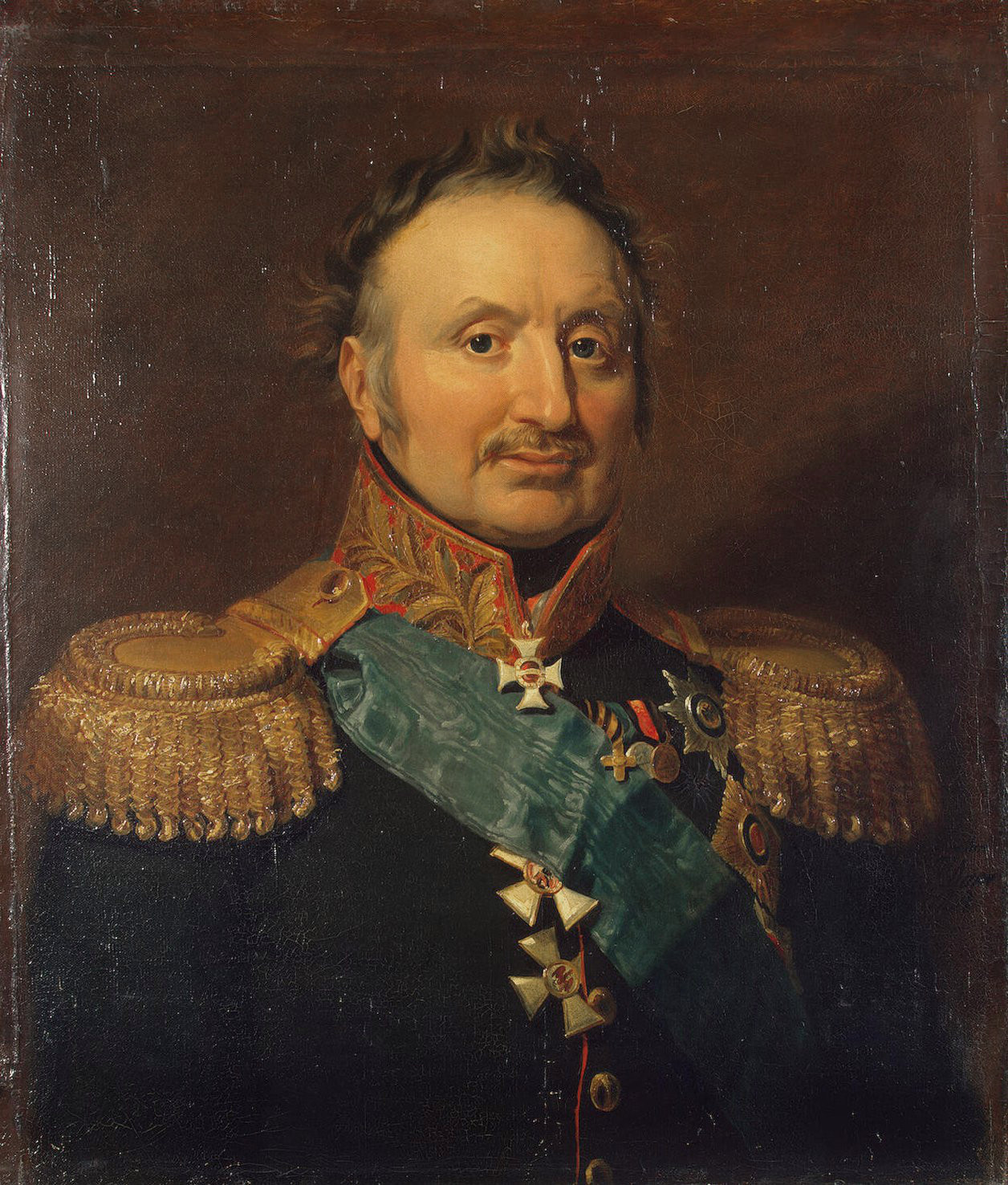
ピョートル・ヴィトゲンシュテイン元帥

ルートヴィヒ伯の母で摂政のルイーゼ・ユリアーネ・フォン・エアバッハ（1603年 - 1670年）は、2人の娘エルネスティーネ（1626年 - 1661年）とヨハネッテ（1632年 - 1701年）に伯爵領を分割相続させ、前者はザイン＝ハヒェンブルク伯爵領を、後者はザイン＝アルテンキルヒェン伯爵領をそれぞれの婚家にもたらした。これにより、ザイン＝ヴィトゲンシュタイン家はザイン伯爵領を喪失した。ザイン＝ヴィトゲンシュタイン＝ザイン家の男系は、ヴィルヘルム3世伯と後妻との間の息子の家系がその後も続いていたが、1846年になって断絶した。

### ザイン＝ヴィトゲンシュタイン＝ルートヴィヒスブルク家
ザイン＝ヴィトゲンシュタイン＝ザイン家の家名を称したもう一つの系統は、ルートヴィヒ・フランツ2世伯（1694年 - 1750年）を始祖とし、ザイン＝ヴィトゲンシュタイン＝ベルレブルク家（Sayn-Wittgenstein-Berleburg）から18世紀前半に枝分かれしたザイン＝ヴィトゲンシュタイン＝ルートヴィヒスブルク家（Sayn-Wittgenstein-Ludwigsburg）である。
ルートヴィヒ・フランツ2世の孫息子ペーター/ピョートル・フリスティアノヴィチ・ヴィトゲンシュテイン（1769年 - 1843年）はロシア帝国に将軍として仕え、ナポレオン戦争での指揮官としての功労を認められて陸軍元帥となった。1834年にはプロイセン王国のザイン＝ヴィトゲンシュタイン侯（Fürst zu Sayn-Wittgenstein[-Ludwigsburg]）に陞爵している。

レオニーラ・ツー・ザイン＝ヴィトゲンシュタイン侯爵夫人、フランツ・ヴィンターハルター画

ピョートルの息子のうち、長男ルートヴィヒ/レフ・ペトロヴィチ・ヴィトゲンシュテイン（1799年 - 1866年）は1828年、当時の全欧州で最も裕福な個人資産を有する女子相続人ステファニア・ラジヴィウ（1809年 - 1832年）を最初の妻に迎え、欧州一の富豪となった（その後、その財産は娘婿のホーエンローエ＝シリングスフュルスト侯クロートヴィヒが相続した）。レフは1861年、ザイン＝ヴィトゲンシュタイン＝ザイン侯（Fürst zu Sayn-Wittgenstein-Sayn）の称号を授けられ、ルートヴィヒスブルク系統はこれ以後ザイン＝ヴィトゲンシュタイン＝ザインを家名とした。
またピョートルの末息子ニコラウス/ニコライ（1812年 - 1864年）の最初の妻カロリーネ（1819年 - 1887年）は、作曲家フランツ・リストの愛人として有名である。
レフ・ペトロヴィチの曾孫で家督を継いだルートヴィヒ（1915年 - 1962年）の弟ハインリヒは、第二次世界大戦期のドイツ空軍でエース・パイロットとして活躍した。現在の家長はルートヴィヒの長男アレクサンダー（1943年 - ）で、彼は文化遺産保護団体ヨーロッパ・ノストラ連盟の副会長を務めている。